# .cf
cf. دامنه اینترنتی جمهوری آفریقای مرکزی است.